# Rebase
Rebase – wieś w Estonii, w prowincji Tartu, w gminie Kambja.
Znajduje się tu przystanek kolejowy Rebase, położony na linii Tartu – Koidula.